# Sachar Alexandrowitsch Rogowin
Sachar Alexandrowitsch Rogowin (russisch Захар Александрович Роговин, englische Transkription Zakhar Aleksandrovich Rogovin; * 28. August 1905 in Mogilew; † 11. August 1981 in Moskau) war ein russischer Chemiker.
Rogowin studierte an der Technischen Hochschule in Moskau und arbeitete dann dort und am Physikalisch-Chemischen Institut Karpow. 1939 wurde er Professor am Chemisch-Technologischen Institut in Moskau und 1946 am Institut für Synthetische Fasern.
Er befasste sich besonders mit Chemie der Cellulose mit Anwendung in der Textilindustrie.
Im Mai 1981 wurde ihm von der Technischen Universität Dresden der Ehrendoktortitel verliehen.
Die Schriftstellerin Jelena Moissejewna Rschewskaja war Rogowins Cousine. Der Soziologe Wadim Rogowin entstammte seiner ersten Ehe mit Anna Alexandrowna Tager. In zweiter Ehe war Rogowin mit der Historikerin Jewgenija Lwowna Rudnizkaja verheiratet.

## Schriften
- mit Leonid S. Galbraich, W. Albrecht (Hrsg.): Die chemische Behandlung und Modifizierung der Zellulose, Stuttgart: Thieme 1983 (Russische Ausgabe von Rogovin, Moskau 1967)
- Chemiefasern: Chemie, Technologie, Thieme 1982
- Chemiefasern: Grundlagen der Chemie und Technologie, Leipzig: Fachbuchverlag 1960
- als Herausgeber: Advances in Polymer Science, Wiley 1974 (Übersetzung aus dem Russischen)